# Roaring Lion (rivière)
La rivière Roaring Lion  (en anglais : Roaring Lion River) est un cours d’eau de la région de Tasman dans l’île du Sud de la Nouvelle-Zélande.

## Géographie
Elle s’écoule vers le sud-est à partir de sa source dans la chaîne du mont Tasman à l’est du « mont Domett », tournant graduellement vers le sud-est avant d’atteindre la rivière Karamea à 25 kilomètres à l’est de la ville de Karamea. Le trajet entier de la rivière est situé à l’intérieur du Parc national de Kahurangi.